# 山本邦彦
山本 邦彦（やまもと くにひこ、1934年〈昭和9年〉4月18日 - ）は日本の映画監督、脚本家。

## 経歴
福岡市に生まれる。福岡県立修猷館高等学校を経て、1958年、日本大学芸術学部映画学科卒業。
1959年、東京映画撮影所に入社し川島雄三に師事。1962年、川島雄三監督作品『青べか物語』（主演・森繁久弥）で助監督を務める。
1967年、MBSのテレビドラマ『いつでも君は』（主演：高橋紀子）で初めて監督を務め、その出来映えが評価され、1968年、『にっぽん親不孝時代』（主演：ザ・スパイダース）で映画監督デビュー。同年、『ザ・タイガース 華やかなる招待』（主演：ザ・タイガース）を監督。
1969年、東宝へ移籍し専属監督となる。同年、『喜劇 新宿広場』（主演：藤田まこと）を監督。
その後フリーとなりテレビの2時間ドラマなどを中心に活動。1984年には新人俳優育成を目的に麦の会演技研究所を設立。俳優で弁護士の本村健太郎、後に実業家に転身した井手一男を輩出した。

## 主な監督作品

### 映画
- 『にっぽん親不孝時代』 1968年 （脚本も担当）
- 『ザ・タイガース 華やかなる招待』 1968年
- 『喜劇 新宿広場』 1969年
- 『走れ！コウタロー 喜劇・男だから泣くサ』 1971年 （脚本も担当）
- 『おくさまは18才 新婚教室』 1971年 （脚本も担当）
- 『蔵王絶唱』 1974年
- 『愛こんにちは』 1974年

### テレビドラマ
- 『いつでも君は』 1967年-1968年
- 『まごころ』 1973年
- 『白い滑走路』 1974年
- 『赤い迷路』 1974年-1975年
- 『燃えて尽きたし』 1985年
- 『復活の時』 1992年
- 『法医学教室の事件ファイル』 1992年

## 主な脚本作品

### テレビドラマ
- パパと呼ばないで (第9,12,14,16,18,21,25話) 1972年